# Aeroportul Regional Thomasville
Aeroportul Regional Thomasville (IATA: TVI, ICAO: KTVI, FAA LID: TVI) este un aeroport din Georgia, Statele Unite ale Americii ce deservește zona Thomasville⁠(d). Aeroportul a fost tranzitat în 2019 de 96 de pasageri. A fost numit după zona deservită.
Situat la o altitudine de 80 m, aeroportul dispune de 2 piste.

## Infrastructură

### Piste
Aeroportul dispune de 2 piste. Pista 04/22 are suprafața de asfalt și dimensiunile 6.004 picioare × 101 picioare. Pista 14/32 are suprafața de asfalt și dimensiunile 4.999 picioare × 100 picioare. 